# Svartbjörk
Betula nigra är en björkväxtart som beskrevs av Carl von Linné. Betula nigra ingår i släktet björkar, och familjen björkväxter. Inga underarter finns listade.
Svartbjörken har vanligen flera stammar och höjden går upp till 25 meter. Unga exemplar har en rödbrun till gulbrun bark som är mjuk. Den blir senare svartaktig och grov. Bladen är 4 till 9 cm långa och de är ovala eller liknar en romb i formen. Kottarna är riktade uppåt.
Arten förekommer i östra USA från östra Texas, Missouri och sydöstra Iowa österut. I Florida når den endast delstatens norra delar. Svartbjörken hittas i låglandet och i kulliga områden upp till 670 meter över havet. Trädet lever i träskmarker och längs vattenansamlingar som floder, insjöar och diken. Andra träd som lever i samma habitat är bland annat amerikansk platan, silverlönn, Salix nigra, Cephalanthus occidentalis, Populus heterophylla och Quercus bicolor.
I nordliga trakter kan arten leva i regioner med en växtperiod på 150 dagar men den är vanligast i områden med en växtperiod av 210 till 270 dagar. Den behöver minst en årlig nederbörd av 760 mm.

## Bildgalleri

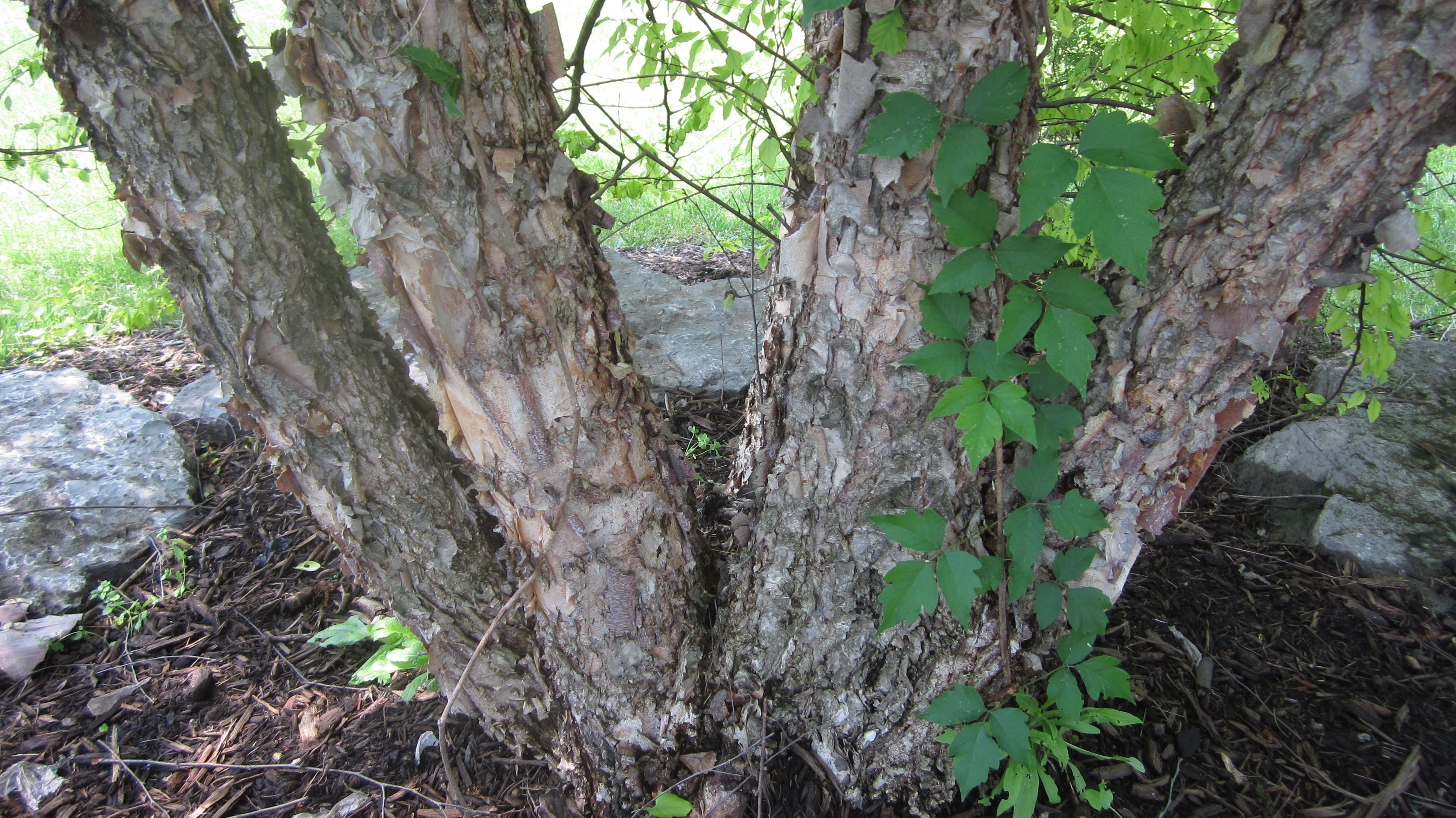
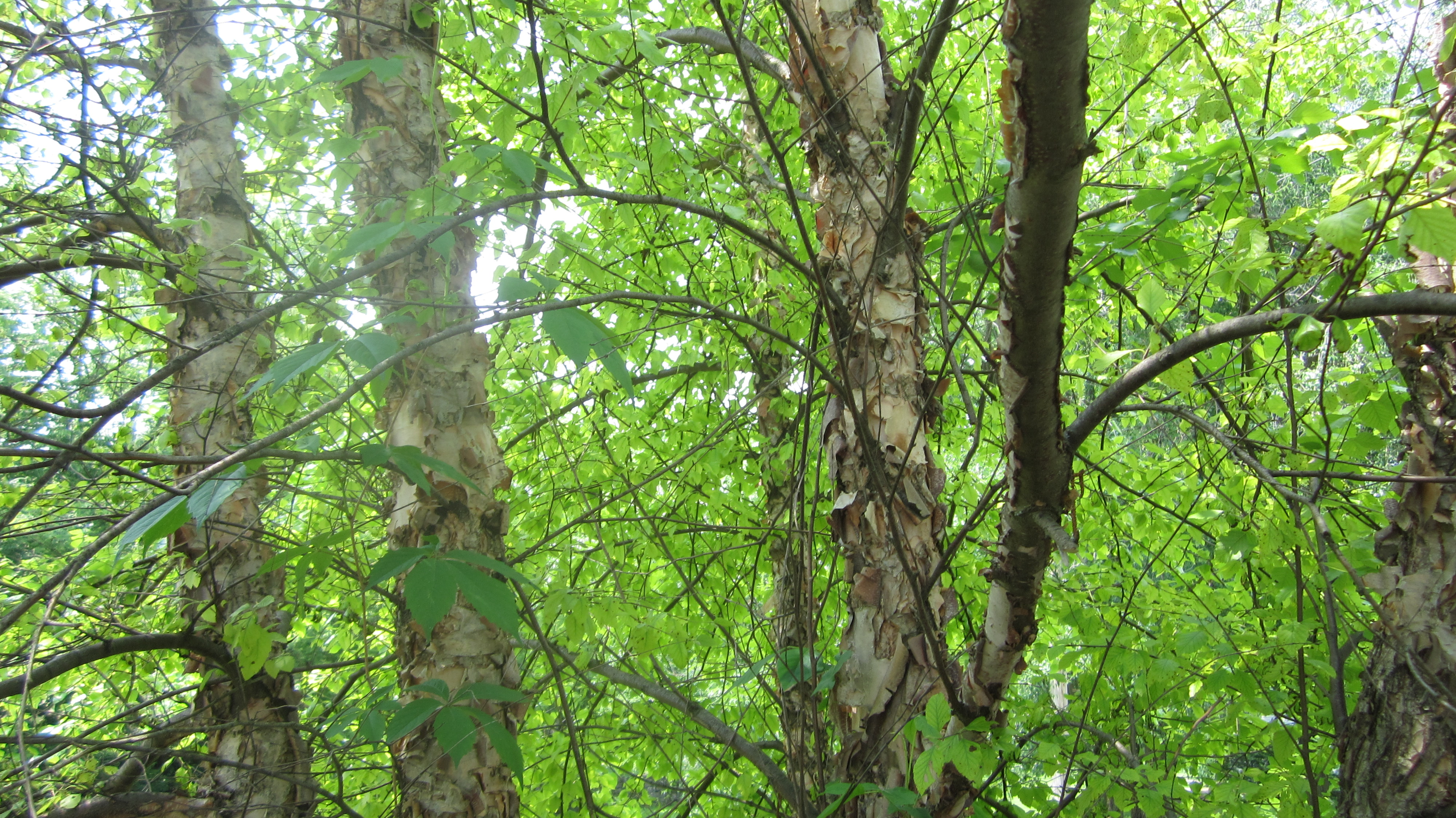
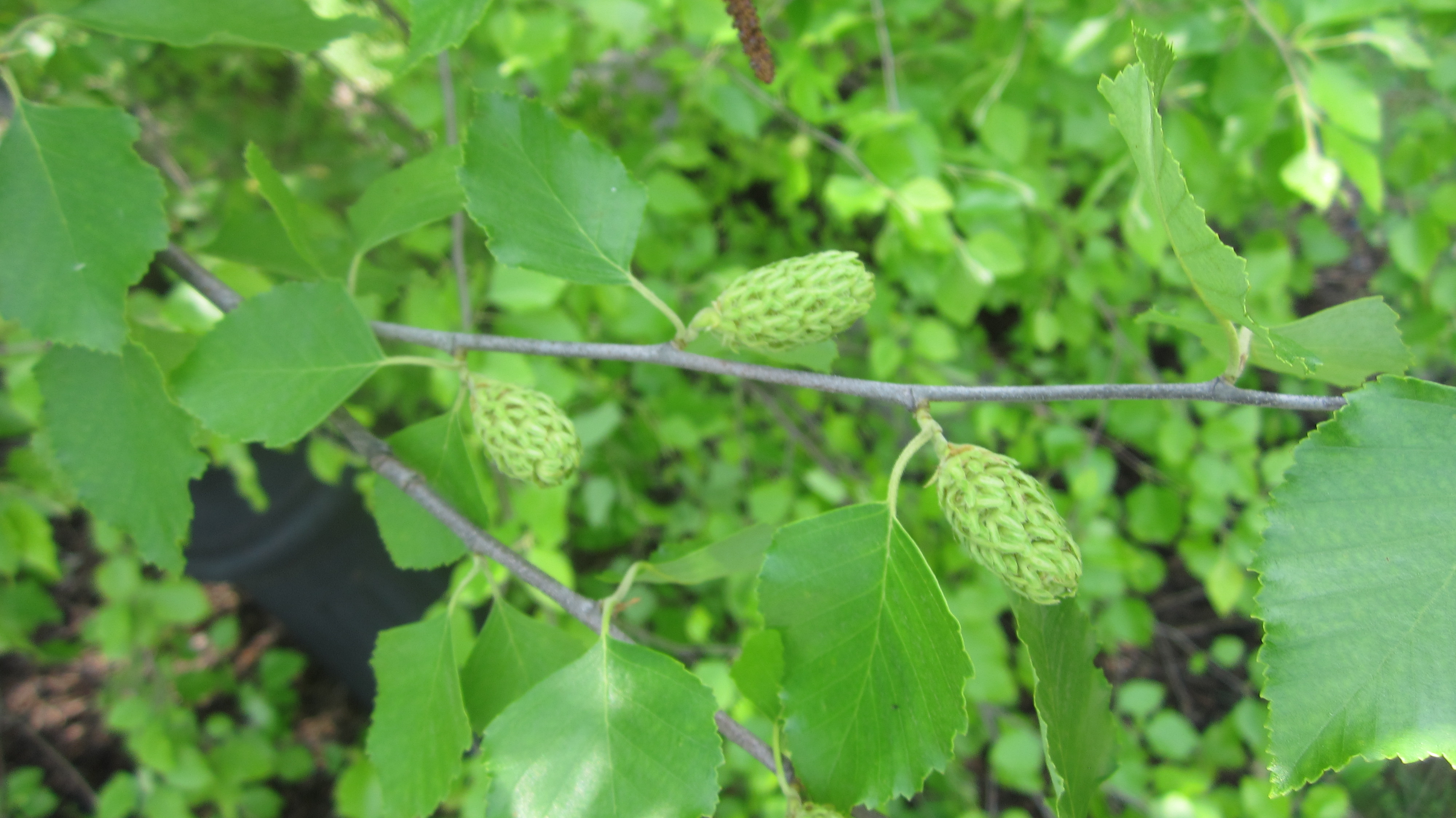
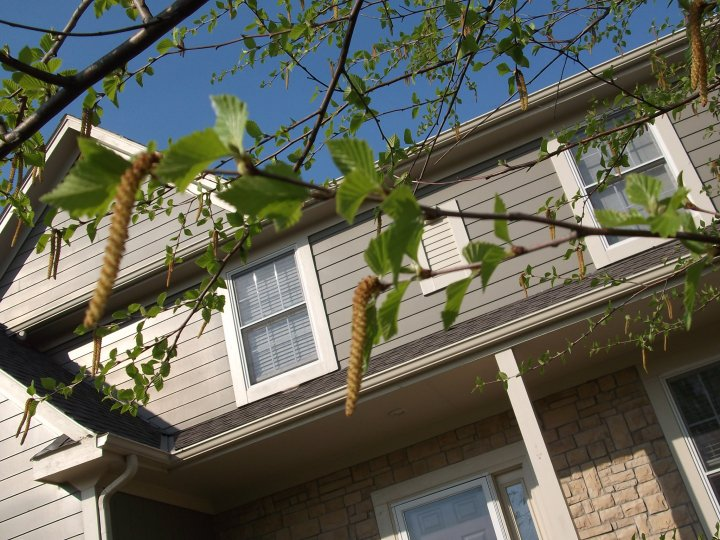
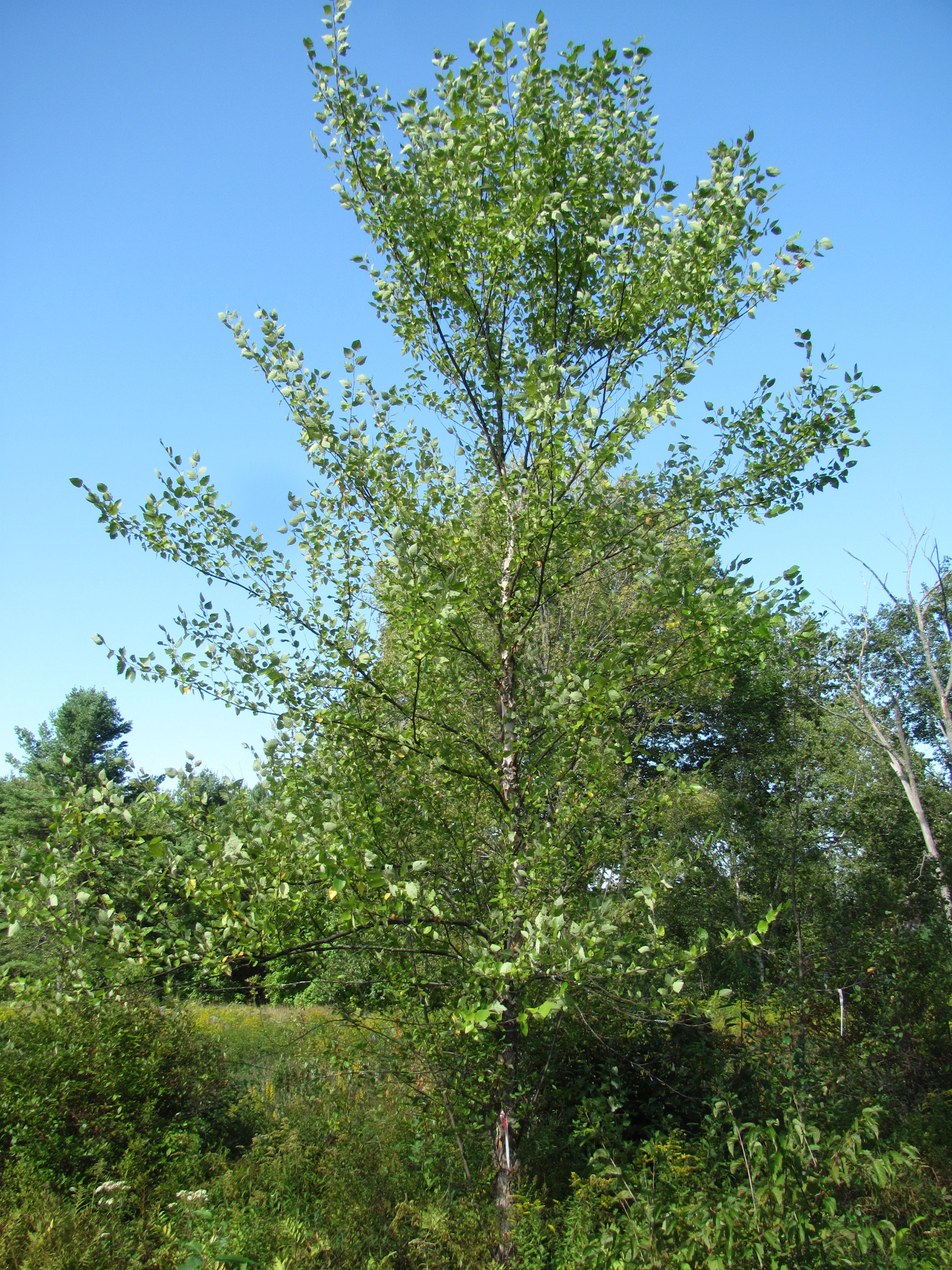